# Elisabeth Rönnholm
Elisabeth Rönnholm, född 1826 i Parikkala, död 1897, var en finländsk postmästare. Hon var förståndare för en av de första postkontor som upprättades på 1860-talet och räknas som Finlands första kvinnliga postmästare. 